# Справжня кров
«Справжня кров» (англ. True Blood) — американський драматичний телесеріал з елементами фільму жахів і чорного гумору, заснований на серії романів «Вампірські таємниці» (англ. The Southern Vampire Mysteries) американської письменниці Шарлін Харріс. Серіал був створений Аланом Боллом, автором «Клієнт завжди мертвий», у співпраці з каналом HBO та його компанією «Your Face Goes Here Entertainment». Серіал отримав безліч нагород, включаючи премії «Золотий глобус» і «Еммі». Прем'єрний показ серіалу відбувся 7 вересня 2008 року. Прем'єра другого сезону відбулася на каналі HBO 14 червня 2009 року. Прем'єра 3 сезону відбулася 13 травня 2010 року. Вихід четвертого сезону в США відбувся 26 червня 2011 року. Початок п'ятого сезону заплановано на 10 червня 2012 року. 2 липня 2012 на телеканалі HBO заявили про продовження серіалу на 6 сезон, прем'єра якого намічається на червень 2013 року.

## Виробництво
Творець «Справжньої крові» Алан Болл працював з каналом HBO над серіалом «Клієнт завжди мертвий», показ п'яти сезонів якого завершився в жовтні 2005 року. Після чого Алан Болл підписав дворічний контракт з каналом для розробки ідеї і виробництва нового матеріалу. Першим проектом у рамках цього контракту і став серіал «Справжня кров», після того як Болл прочитав першу книгу Шарлін Гарріс з циклу «Вампірські таємниці» — «Мертві, доки темно» (англ. Dead until dark).

## Сюжет
Завдяки винаходу штучної крові в Японії, вампіри за одну ніч перетворилися з монстрів в звичайних громадян. Незважаючи на те, що офіційно вампіри відмовилися від споживання людської крові, багато з звичайних людей як і раніше ставляться до них вороже, особливо в такому заштатному містечку, як Бон-Тан, штат Луїзіана.
Проте офіціантка одного з місцевих барів Сокі Стекхаус не поділяє загальних настроїв по відношенню до вампірів. Через свої телепатичні здібності вона сама з дитинства відчувала себе ізгоєм. Тому не дивно, що коли одного вечора в бар «Merlotte's», де працює Сокі, заходить 173-річний вампір Білл Комптон, у них зав'язуються відносини, але їм доведеться через багато пройти, щоб заслужити повагу і визнання інших. І до того ж, в містечку одне за іншим починають відбуватися жорстокі вбивства, і городяни часто звалюють всю провину саме на Сокі та Білла… В Україні три сезони серіалу показали по телеканалу ТЕТ.

## Міфологія
Світ серіалу «Справжня кров» вносить деякі корективи в загальну вампірську міфологію. У тому числі, в рамках серіалу:
- На відміну від прийнятого уявлення, ікла у вампірів з'являються на місці бічних різців;
- Коли вампіри живуть «гніздом», вони стають більш агресивними і небезпечними;
- Вампіри схильні до вірусу гепатиту D, який робить їх слабкими і вразливими приблизно на місяць;
- Щоб переступити поріг будинку, в якому живе людина, вампірові завжди потрібно було його запрошення. У серіалі людина може запрошення відкликати;
- Вампіри можуть гіпнотизувати людей, щоб змусити їх виконувати їхні вказівки. Можуть також знищувати спогади про це з їхньої пам'яті;
- Кров вампіра володіє цілющим, збуджуючим і наркотичним ефектом для людей;
- Вампіри відображаються в дзеркалах, на них не діє ні розп'яття, ні свята вода, ні часник. За словами Білла Комптона, ці міфи створили вампіри, щоб убезпечити себе. У той же час вампіри бояться сонячного світла і срібла;
- Від простого укусу вампіра людина не стає вампіром. Щоб зробити когось вампіром, треба випити його кров, дати йому випити вампірської крові і провести з ним ніч в могилі;
- Вампіри бояться срібла. Причому найменший дотик срібного предмета може знерухомити вампіра;
- Вампіра можна знищити вогнем, сонячним світлом або дерев'яним кілком. У всіх інших випадках вампір пускає в хід можливість до регенерації, яка активізується після того, як він вип'є крові.

## Саундтрек
Гері Келамар, відповідальний за музику в серіалі, заявив у 2008-му році, що він працює над саундтреком до серіалу, який буде «блюзовим і зловісним», і що він планує залучити до його створення місцевих музикантів з Луїзіани. Музичний супровід у фільмі належить авторству композитора Нетан Барра. Основна тема серіалу «Bad Things» виконується кантрі-музикантом Джеймсом Евереттом. Ця пісня увійшла в його дебютний альбом 2005 року.

## Персонажі та актори

### Головні герої
- Сокі Стекгаус (англ. Sookie Stackhouse, Анна Паквін) — офіціантка в барі «Merlotte's», має телепатичні здібності, також світло феї, вона лише напівкровка, тому якщо вона буде не раціонально використовувати сили, вони можуть зникнути;
- Білл Комптон (англ. Bill Compton, Стівен Моєр) — 173-річний вампір, в якого закохується Сокі, потім стає королем Луїзіани;
- Ерік Нортман (англ. Eric Northman, Александр Скашґорд) — шериф одного з п'яти вампірських округів, старий і впливовий член вампірського спільноти, Сокі також у нього закохується;
- Пем Ровенкрофт (англ. Pam Ravenscroft), Крістін Бауер) — вампір, помічниця Еріка, ним же і ініційована. Працює в його вампірському клубі «Вампазія» (англ. Fangtasia), потім відречена творцем;
- Сем Мерлотт (англ. Sam Merlotte, Сем Траммелл) — перевертиш (перетворюється в будь-якої тварини, на якого одного разу «налаштується»), власник бару-ресторану «Merlotte's», в якому працює Сокі;
- Джейсон Стекгаус (англ. Jason Stackhouse, Раян Квонтен) — брат Сокі, великий любитель жінок, працює в службі дорожніх робіт Бон-Тана;
- Лафаєт Рейнольдс (англ. Lafayette Reynolds, Нелсан Елліс) — двоюрідний брат Тари, гей, працює кухарем в барі «Merlotte's». Крім цього займається продажем наркотиків та проституцією. Володіє надможливими здібностями;
- Тара Торнтон (англ. Tara Thornton, Рутина Веслі) — найкраща подруга Сокі, також працює в барі «Merlotte's», в 5 сезоні звернена в вампіра Пем, більше не найкращі подруги з Сокі;
- Арлін Фаулер (англ. Arlene Fowler, Керрі Престон) — офіціантка в барі «Merlotte's»;
- Джессіка Гембі (англ. Jessica Hamby, Дебора Енн Волл) — юна дівчина, яку Білл насильно звертає в вампіра: його таким чином покарали за вбивство іншого вампіра.

### Ролі другого плану
- Енді Бельфлер (англ. Andy Bellefleur, Кріс Бауер) — детектив, підозрює Джейсона Стекхауса в убивстві дівчат і жінок, що відбуваються в Бон-Тані з незавидною регулярністю, пізніше вони з ним знаходять спільну мову;
- Гойт Фортенберрі (англ. Hoyt Fortenberry, Джим Перрак) — друг Джейсона і Рене, також працює разом з ними на будівництві, закоханий у Джессіку;
- Ґодрик (англ. Godric, Аллан Гайд) — мирний, добрий вампір, творець Еріка Нортмана. Його вік вампіра становить 2134 років. Ґодрик — шериф 9 району в Далласі, штат Техас;
- Бад Діаборн (англ. Bud Dearborne, Вільям Сандерсон) — шериф міста Бон-Тан;
- Латті Мей Торнтон (англ. Lettie Mae Thornton, Адіна Портер) — мати Тари, релігійна, раніше володіла стійкою прихильністю до спиртних напоїв;
- Дафна Ландрі (англ. Daphne Landry, Ешлі Джонс) — нова офіціантка в барі «Merlotte's», об'єкт захоплення Сема, також перевертиш;
- Сара Ньюлін (англ. Sarah Newlin, Анна Кемп) — дружина преподобного Стіва Ньюліна;
- Преподобний Стів Ньюлін (англ. Steve Newlin, Майкл МакМілліан) — глава Братства Сонця, анти-вампірської церкви, до лав якої тимчасово вступає Джейсон;
- Меріенн Форрестер (англ. Maryann Forrester, Мішель Форбс) — менада, що володіє надприродною силою і представляється «соціальним працівником»;
- Адель Стекгаус (англ. Adele Stackhouse, Лоїс Сміт) — бабуся Сокі і Джейсона по батьківській лінії;
- Елсід Гервей (англ. Alcide Herveaux, Джо Манганьєлло) — вервольф, близький друг Сокі, працював та допомагав Еріку;
- Рассел Еджинґтон (англ. Russell Edgington, Деніс О'Гарі) — стародавній вампір (вік приблизно 2800 років), король Міссісіпі з великими амбіціями. Згодом король Міссісіпі і Луїзіани;
- Тальбот (англ. Talbot, Тео Александр) — вампір, чоловік Рассела Еджинґтона, володіє досить витонченим смаком і примхливим характером;
- Нен Фленаґан (англ. Nan Flanagan, Джессіка Так) — високопоставлений член Американської Ліги Вампірів.
- Марта Боузман (англ. Martha Bozeman, Дейл Діккі) — вервольф.
- Едді Гот'є (англ. Eddie Gauthier, Стівен Рут) — вампір гей середнього віку, якого викрадає Джейсон Стекгаус зі своєю подружкою Емі, щоб пити його кров.

## Сезони і епізоди
Основна стаття: Список епізодів телесеріалу «Реальна кров»
| Сезон | Сезон | Кількість епізодів | Прем'єра першого епізоду | Прем'єра останнього епізоду | Дата виходу DVD і Blu - Ray | Дата виходу DVD і Blu - Ray | Дата виходу DVD і Blu - Ray | Дата виходу DVD і Blu - Ray |
| Сезон | Сезон | Кількість епізодів | Прем'єра першого епізоду | Прем'єра останнього епізоду | Регіон 1                    | Регіон 2                    | Регіон 4                    |                             |
| ----- | ----- | ------------------ | ------------------------ | --------------------------- | --------------------------- | --------------------------- | --------------------------- | --------------------------- |
|       | 1     | 12                 | 7 вересня 2008           | 23 листопада 2008           | 19 травня 2009              | 26 жовтня 2009              | 1 липня 2009                |                             |
|       | 2     | 12                 | 14 червня 2009           | 13 вересня 2009             | 25 травня 2010              | 17 травня 2010              | 19 травня 2010              |                             |
|       | 3     | 12                 | 7 вересня 2010           | 23 листопада 2010           | 31 травня 2011              | 23 травня 2011              | 18 травня 2011              |                             |
|       | 4     | 12                 | 26 червня 2011           | 11 вересня 2011             | 29 травня 2012              | 21 травня 2012              | 23 травня 2012              |                             |
|       | 5     | 12                 | 10 червня 2012           | 26 серпня 2012              | не виходив                  | не виходив                  | не виходив                  |                             |

### DVD
За офіційною заявою каналу HBO, DVD-бокс з першим сезоном серіалу вийшов 12 травня 2009. Реліз містить п'ять DVD зі звуком Dolby Surround Stereo.

## Нагороди та номінації
Нагороди
Золотий глобус
- 2009 — Найкраща актриса драматичного серіалу — Анна Паквін за роль Сокі Стекхаус.

Satellite Award
- 2008 — Найкраща актриса драматичного серіалу — Анна Паквін за роль Сокі Стекхаус;
- 2008 — Найкращий актор другого плану в серіалі — Нелсан Елліс за роль Лафаєта Рейнольдса.

NewNowNext Awards
- 2009 — Перемога серіалу в категорії «Найкраще ТВ-шоу, яке ніхто не дивиться»;
- 2009 — Найкращий новий актор — Нелсан Елліс за роль Лафаєта Рейнольдса.

Broadcast Music Incorporated
- 2009 — Найкраща музична тема для серіалу — Джейс Еверет за Bad things;
- 2009 — Найкраща оригінальна звукова доріжка для серіалу — Натан Барр.

Номінації
Золотий глобус
- 2008, 2009 — Найкращий драматичний серіал.

Saturn Award
- 2009 — Найкращий телесеріал, зроблений для кабельного телебачення;
- 2009 — Найкраща телеактриса — Анна Паквін за роль Сокі Стекхаус.

GLAAD Media Awards
- 2009 — Видатний драматичний телесеріал.

Writers Guild of America
- 2009 — Новий телесеріал — Алан Болл, Браян Бакнер, Раелль Такер, Александер Ву, Ненсі Олівер і Кріс Оффатт.